# 5195 Kaendler
Az 5195 Kaendler (ideiglenes jelöléssel 3289 T-1) a Naprendszer kisbolygóövében található aszteroida. Cornelis Johannes van Houten,  Ingrid van Houten-Groeneveld és Tom Gehrels fedezte fel 1971. március 26-án.